# توأمة البلورة

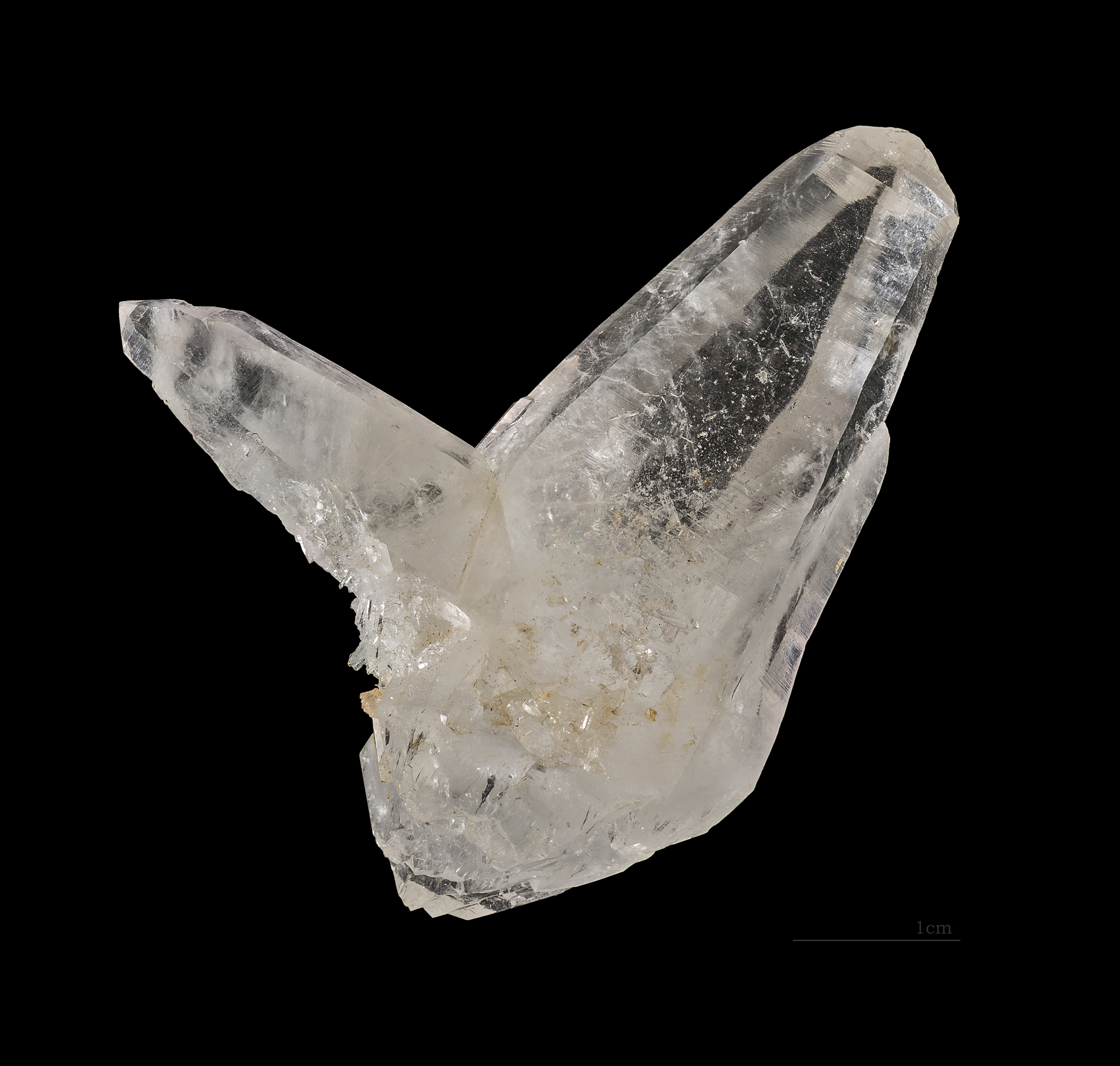

البلورة التوأمية(بالإنجليزية: Crystal twinning)‏ تحدث عندما تشترك بلورتان منفصلتان في بعض نقاط الشبكة البلورية نفسها بطريقة متناظرة. والنتيجة هي تكاثر بلورتين منفصلتين في مجموعة متنوعة من التكوينات المحددة. يُطلق على السطح الذي يُشارك النقاط الشبكية على طوله في بلورات مزدوجة السطح المركب أو المستوى المزدوج.
يصنف علماء البلورات البلورات المزدوجة بواسطة عدد من القوانين المزدوجة. هذه القوانين المزدوجة خاصة بالنظام البلوري. يمكن أن يكون نوع التوأمة أداة تشخيصية في تحديد المعادن.  التوأمة هي آلية مهمة للتغيرات الدائمة في الشكل في البلورة.
غالبًا ما تكون التوأمة مشكلة في علم البلورات بالأشعة السينية، لأن البلورة المزدوجة لا تنتج نمط حيود بسيط.